# Зеленевский, Казимир Казимирович
Казимир Казимирович Зеленевский (6 [18] февраля 1888, Томск — 14 апреля 1931[…], Bagnoli, Кампания) — живописец, график.

## Биография
Родился в семье ссыльного поляка, Казимира Яковлевича Зеленевского, который в 1864 году был выслан в Омск за участие в польском восстании 1863—1864 годов. С 1880 года К. Я. Зеленевский — томский купец 2-й гильдии.
Проживал в Томске, в доме № 6 по улице Обруб. Окончил Томское (Алексеевское) реальное училище. В 1905—1907 годах принял участие в революционных событиях, был арестован и отправлен в тюрьму в Екатеринбург, затем сослан в город Тобольск.
После побега из Тобольска жил за границей, учился в университетах Женевы, Парижа и в Краковской Академии искусств (1912—1914). Окончил Венскую Академию художеств (1915).
Путешествовал по Италии. В 1916 году работал в Швейцарии, там же принимал участие в художественных экспозициях.
С 1917 года жил в Томске, организовал три персональные выставки и принял участие в 10-й периодической выставке Томского общества любителей художеств, где удостоился II премии. Один из организаторов в марте 1918 года Сибирской народной художественной академии и картинной галереи.
В конце 1918 года уехал в Японию. Затем жил и работал во Франции. Выставлялся в Салоне Независимых (1920—1930, 1932 — посмертная выставка), в экспозициях Осеннего Салона и на других показах, две персональные выставки прошли в 1927 и 1929 годах в Париже.
В Томском областном художественном музее имеется 26 произведений живописи и графики Зеленевского, среди них — «Квятек и Ясек» (1914), «Натюрморт с цветами» (1915), «Автопортрет» (1916), «Дама в качалке» (1918), «Портрет А. Ф. Зеленевской, матери художника». Его работы имеются в других музейных и зарубежных частных коллекциях.